# 呉明益
呉明益（ウ・ミンイ 繁: 吳明益, ローマ字転写：英: Wu, Ming-yi 1971年6月20日生まれ）は、学際的な台湾の作画家、小説家。輔仁大学文学部マーケティング学科 (今はコミュニケーション学部に所属) 出身、国立東華大学の中国語文学の教授、環境活動家でもある。生態学的な寓話『複眼人』（2011年）は2013年に英語版が出版された。チョウのイラストを描き、生態をまとめた著作もある。

## 経歴
1971年生まれ、台湾の桃園出身（現・桃園県桃園区）。輔仁大学で学士号（マーケティング）を、国立中央大学で中国文学の博士号を取得し1997年に最初の小説を出版した。
国立東華大学で2000年から中国文学と文芸創作を教えてきた。
著作の《複眼人》（邦題『複眼人』）の執筆にかかる2006年、著述と旅行に時間を費やすと決めると東華大学に辞職を願い出た。

## 主な著作
呉は環境をテーマにする。エッセー、短編と長編の小説を著わしアンソロジーを編み、作品は英語、フランス語、トルコ語、日本語、韓国語、チェコ語、インドネシア語に翻訳された。同世代の台湾の主要な作家の1人と見なされている。チョウに関するノンフィクションは中国語圏で広く知られ、《迷蝶誌》（麥田出版社・2000年）と《蝶道》（二魚文化・2003年）では挿絵を描き、デザインを担当した。チョウをめぐる呉の「冒険」は日本の児童文学雑誌で紹介されている。
生態学に寄った寓話またはファンタジーとしての『複眼人』（邦題同じ）は、太平洋の架空のワヨワヨ島生まれのアトレという若い島民の物語である。台湾東岸に到達してみると、そこは太平洋ゴミベルトで発生した「ゴミ渦」が衝突する場所であり、ゴミが山のように漂着する。この本の英訳『The Man with the Compound Eyes』には次の書評がある。
「先住民と現代社会との出会いについて述べた終末論的な環境文学の傑作。海洋ゴミ、資源不足、自己利益の追求が啓発されないまま、台湾の海岸環境は破壊され、それらは素材として華やかではないが〈呉明益〉の文章はそれらを芸術的に粉砕してみせる―アントニオ・チェン。」
著作権代理店は「台湾版の『Piの生活』」と表現している。
著書『單車失竊記』（2015年、邦題『自転車泥棒』）は、第二次世界大戦中の台湾の自転車事情を研究したと解説される。英語訳は2017年に発行、2018年3月にマン・ブッカー国際賞候補に入る。
同書の選考について、賞主催者は中国の圧力を受け作家の国籍表記を台湾から「中国台湾」に変更すると、呉の抗議をメディアが拾い外交論争の中心に出される。2018年4月、マンブッカー国際賞は最終的な発表を行い、「呉明益は『中華民国』作家として登録する」と述べた。呉にはコロナ禍の発言もある（2020年）。
1980年代に取材した小説《天橋上的魔術師》はテレビドラマ化をきっかけに、小説の舞台となった商業施設の写真を台湾の国立図書館が公募した。

### 日本における評価
書評は『歩道橋の魔術師』に越境する文学を、また『眠りの航路』から『自転車泥棒』に至る著作に戦争記憶を読み取った。
『歩道橋の魔術師』を漫画化した作品は、外務省主催の「第14回日本国際漫画賞」優秀賞を受賞（2020年）。

## 作品
凡例： 以下、二重の山カッコ（《と》）で囲んだ書名は中国語。

### 小説
- 《本日公休》 九歌出版社、1997年。（We're Closed Today Chiuko）
- 《虎爺》 九歌出版社、2003年。(Grandfather Tiger,Chiuko）
- 《睡眠的航線》二魚文化、2007年。（Routes in the Dream 2-fishes）
  - 『眠りの航路』倉本知明（訳）、白水社〈エクス・リブリス〉、2021年[20]。
- 《複眼人》 夏日出版社、2011年。304頁。（Summer Festival) 
  - 英語版 The Man with the Compound Eyes、Harvill Secker（訳）、ランダムハウス、2013年8月29日（イギリス版）[2]。2015年3月ペーパーバック・電子版。
    - 2014年春、北アメリカ版をVintage Pantheonより発行。

  - 『複眼人』 小栗山智（訳）、KADOKAWA、2021年。別題『The Man with the Compound Eyes』。
- 《天橋上的魔術師》夏日出版社、2011年。
  - （The Magician on the Skywalk Summer Festival）
  - 『歩道橋の魔術師』天野健太郎（訳）、白水社〈エクス・リブリス〉、2015年[25][26]。改版『歩道橋の魔術師』天野健太郎（訳）河出書房新社〈河出文庫 ; コ10-1〉2021年。
- 《單車失竊記》麥田城邦文化、2015年。416頁。（Cite Publishing Ltd.）[注釈 3]
  - 英語版 The Stolen Bicycle Sterk. Darryl（翻訳）、Vintage Books刊行、2014年。ISBN 9780099575627、NCID BC09368876。Pantheonに改版。ISBN 978-0-307-90796-7。
    - 同、Text Publishing、2017年8月28日[27]。

  - 『自転車泥棒』天野健太郎（訳）、文藝春秋、2018年。別題『The Stolen Bicycle』[28]。
- 《苦雨之地》新經典文化、2019年。(The Land of Little Rain, Thinkingdom Media Group Ltd. )[29]
  - 『雨の島』及川茜（訳）、河出書房新社、2021年。

### エッセー
- 《迷蝶誌》 麥田出版社、2000年。（The Book of Lost Butterflies Wheat Field Press）、改題、夏日出版社、2017年。
- 《蝶道》 二魚文化、2003年（修訂版2010年）。（The Dao of Butterflies 2-fishes）。
- 《家離水邊那麼近》 二魚文化、2007年。（So Much Water So Close to Home 2-fishes）
- 《浮光》新經典文化、2014年。（Above Flame ThinKingDom）
- 呉 明益、天野 健太郎（訳）（著）、飛ぶ教室編集部（編）「台湾 十元アゲハ」『飛ぶ教室 : 児童文学の冒険』第52号：冬（特集 「飛ぶ教室」的 世界一周旅行!）、光村図書出版、2018年。

### 文学論
- 《以書寫解放自然：台灣現代自然書寫的探索》大安出版社、2011。（Liberating Nature through Writing Da'an Press）。
  - 改版改題《臺灣現代自然書寫的探索 1980-2002：以書寫解放自然 BOOK 1》 夏日出版社、2011年。（'The Search for Modern Taiwanese Nature Writing 1980-2002：Liberating Nature through Writing' Summer Festival）
- 共編《溼地．石化．島嶼想像》 有鹿文化、2011年。（Co-edited With Wu Sheng Wetlands - Petrochemicals - Island Imagination （Unique Route）
- 《臺灣自然書寫的作家論 1980-2002：以書寫解放自然 BOOK 2》夏日出版社、2011年。（Essays by Taiwanese Nature Writers 1980-2002: Liberating Nature through Writing, vol. 2 Summer Festival）
- 《自然之心─從自然書寫到生態批評：以書寫解放自然 BOOK 3》夏日出版社、2011年。（The Heart of Nature—From Nature Writing to Ecological Criticism: Liberating Nature through Writing, vol. 3 Summer Festival）

### 編集
- 《臺灣自然寫作選》二魚文化、2003年。（Selected Taiwanese Nature Writing 2-fishes）

### スピンオフ作品
- 漫画版『天橋上的魔術師』（中国語）。呉明益（原著）、阮光民（絵）、小荘（絵）《天橋上的魔術師　図像版]》、新経典文化、2020年1月、ISBN 9780020192008。阮光民巻[22]＋小荘巻＋別冊[30]。

- テレビドラマ『天橋上的魔術師』（中国語）。公共電視（放映）、原子映象（製作）。
  - 同、テレビドラマ制作過程の写真集（中国語）。公共電視、原子映象《天橋上的魔術師 影集創作全記録》木馬文化事業股份有限公司（出版）、遠足文化事業股份有限公司（発行）、2021年3月OCLC 1263152965、ISBN 978-986-359-877-0, 9789863598688, 9863598682。

## 受賞と栄典

### 国際賞
以下、丸カッコ内は原題もしくは翻訳版の題名。
《睡眠的航線》
- 2007年： Asia Weekly「Chinese Language Best 10 Books」[31]（Routes in the Dream ）

《複眼人》
- 2014年：Salon du livre insulaire（フランス語）、Prix du livre insulaire[31]。
- 2015年：『Time Out Beijing』、「The best Chinese fiction books of the last century」（同[31]）。

《天橋上的魔術師》
- 『歩道橋の魔術師』として。
  - 2016年：Twitter文学賞、海外部門第2位[32]（原題《天橋上的魔術師》）
  - 同年：『歩道橋の魔術師』本屋大賞、翻訳賞第3位[33][34][35]（Excellent translations category）
  - 同年：『歩道橋の魔術師』日本翻訳大賞、最終選考[36]（原題《天橋上的魔術師》、英題The Magician on the Skywalk ）

《單車失竊記》
- 2015年：『パブリッシャーズ・ウィークリー』International Hot Book Properties推薦、アメリカ。（英題The Stolen Bicycle [37]）
- 2016年：紅楼夢賞、最終候補[38]。（日本語訳『自転車泥棒』）
- 2018年：マン・ブッカー国際賞（英語版）、候補作[14]。（英題The Stolen Bicycle ）

### 国内賞
以下、丸カッコ内は英語訳の題名。
- 《蝶道》
  - 2003年『中国時報』「開巻良書賞」（Tao of Butterflies [39]）